# Unreal (группа)
UNREAL — российская рок-группа из Москвы. Лидер группы, Futurist, характеризует жанр её музыки музыкальным неологизмом Sympho-Electro. В музыке присутствуют элементы таких стилей, как индастриал, готик, симфоник-рок, пост-индастриал, darkwave, retrowave.
Тематика текстов весьма разнообразна и изменяется от альбома к альбому. Группа позиционирует себя как «литературноцентричная» и использует для тем песен такие жанры как: «космоопера», «постапокалиптика», «хоррор», «литературная сказка», «мистерия» и многие другие. В разные годы UNREAL обращались к творчеству таких писателей, как Данте Алигьери, М. Ю. Лермонтов, Х. К. Андерсен, Н. В. Гоголь, Айзек Азимов, Филип Дик и других. В творчестве присутствуют также несколько текстов на английском языке — как правило, это англоязычные версии русских треков.

## История
Группа образовалась в 2006 году, после распада группы «Арми». Первый официальный релиз, саундтрек к фильму «Ведьма» — «Три ночи».
В 2008 году выходит первый студийный альбом группы «Не в этом мире» на лейбле CD-Maximum. По итогам 2008 года журнала Dark City, Unreal попали в число групп в номинации «Открытие года в России».
Солистка Firefly с 2009 по 2011 год не участвовала в составе группы. Основной солисткой стала Mistery, с которой в 2010 году записан саундтрек «Тёмные Территории» к собственной графической новелле «Крест экзорциста» и сингл «Призрак Оперы или Безумие Кристины Даэ» по мотивам романа Гастона Леру. Тогда же Футурист озвучил первую оригинальную, чёрно-белую версию фильма «Призрак оперы» 1925 года. Вскоре Mistery покинула группу по причине беременности.
В 2012 вышел альбом «Демиурги сновидений», в котором основные партии вновь исполнила Firefly.
В 2013-17 годах выходят три части «Трилогии Казнённых Героинь»: синглы «Миледи», по мотивам романа Дюма, и «Сердце Жанны д’Арк» о столетней войне, а также ЕР «Зоя» о событиях ВОВ, в которых впервые основными вокалистами выступают Елена Arashi Валина и Дмитрий Futurist.
В 2020 году увидел свет самый масштабный проект группы — альбом «Ангелы Звёздного Света», работа над которым продолжалась с 2006 года. Альбом вышел в нескольких вариантах звучания: «Авторская» электронная версия, «Публичная» версия, звучание которой приближено к двум первым альбомам группы, и «Инструментальная» симфоническая версия.

## Дискография

### Студийные альбомы
- 2008 — «Не в этом мире»
- 2012 — «Демиурги сновидений»
- 2020 — «Ангелы Звездного Света» (переиздан в 2022)

### Мини-альбомы
- 2017 — «Зоя» (музыкально-поэтическая новелла)
- 2020 — «Нежность» (мини-альбом каверов на песни времён СССР космической и романтической тематики, Online-релиз)
- 2022 — «Демон» (первый цикл песен из рок-оперы на стихи Лермонтова, Online-релиз)
- 2022 — «Скитания души» (кантата по мотивам "Божественной Комедии" Данте)

### Сборники
- 2010 — «Тёмные территории» (саундтрек к графической новелле «Крест экзорциста»)
- 2017 — «Хранитель» (сборник редкого и неизданного материала для акционеров)
- 2018 — «Artefactum Rare & Unreleased: Prima» (первая часть альбома редкого и неизданного материала)
- 2019 — «Artefactum Rare & Unreleased: Secunda» (вторая часть альбома редкого и неизданного материала)
- 2022 — «UNREAL¹⁵ : По Океанам Времени и Воображаемым Мирам» (юбилейный двойной альбом с новыми песнями и классическими хитами)

### DVD
- 2009 — «Newtype: Visions of Unreal» (клипы и сингл)

### Синглы
- 2006 — «Три ночи» (OST фильм «Ведьма»)
- 2010 — «Призрак Оперы или Безумие Кристины Даэ» (сингл, театрализованная аудио-постановка)
- 2011 — «Демиурги сновидений» (интернет-сингл)
- 2013 — «Миледи» (интернет-сингл)
- 2014 — «Сердце Жанны д`Арк» (интернет-сингл)
- 2015 — «Театр Мистерий» (интернет-сингл)
- 2021 — «Omnia Vincit Amor!» (интернет-сингл)
- 2022 — «В кошачьих глазах» (интернет-сингл)
- 2023 — «Машина времени» (интернет-сингл)
- 2023 — «Robodance» (интернет-сингл)

### Демо
- 2006 — «Три ночи»
- 2007 — «Ангелы Звездного Света»
- 2014 — «Звёздный фрегат»
- 2017 — «Artefactum»

## Видеография
- Три Ночи (постановочный, с кадрами из фильма «Ведьма»)
- Newtype (постановочный)
- Адреналин (концертный)
- Сверхмашина (официальный AMV с кадрами из аниме Ergo Proxy)

## Состав
| Основной состав группы: - Futurist — автор музыки и текстов, мужской вокал, бэк-вокал. - Firefly — женский лидер вокал. - Arashi — женский вокал, бэк-вокал. | На разных этапах в составе группы, создании и записи песен принимали участие: - Wonder — гитара, музыка. - Violencer — музыка - Mistery — женский лидер-вокал Коллаборации: - Вместе с Roman Rain группа записала аудиоспектакль «Призрак Оперы» или «Безумие Кристины Даэ», выпущенный к столетию выхода романа Гастона Леру. |